# Première bataille d'Adobe Walls
Guerres indiennes
Batailles
Guerres apaches

- Point of Rocks (en)
- Wagon Mound (en)
- Combat de Bell (en)
- Cieneguilla (en)
- Ojo Caliente Canyon (en)

- Diablo Mountains (en)
- Expédition d'Antelope Hills (en)
- Little Robe Creek (en)
- 1re Adobe Walls

- Cooke's Spring (en)
- Expédition de Bonneville (en)
- Madera Canyon (en)
- Mimbres River (en)
- Affaire Bascom
- Tubac
- Cooke's Canyon
- Florida Mountains
- Gallinas Mountains
- Placito
- Pinos Altos
- 1re Dragoon Springs
- 2e Dragoon Springs
- Apache Pass
- Big Bug
- Mowry (en)
- Mount Gray
- Doubtful Canyon
- Fort Buchanan

- Pipe Spring

- Camp Grant
- Wickenburg
- Burro Canyon
- Tonto Basin
- Salt River Canyon
- Turret Peak (en)
- Sunset Pass (en)

- Yellow House Canyon (en)

- Ojo Caliente
- Las Animas Canyon
- Hembrillo Basin (en)
- Alma (en)
- Fort Tularosa (en)
- Carrizo Canyon (en)

- Cibecue Creek
- Fort Apache (en)
- McMillenville (en)
- Big Dry Wash
- Lordsburg Road
- Devil's Creek (en)
- Little Dry Creek (en)
- Nacori Chico
- Bear Valley (en)
- Pinito Mountains

- Kelvin Grade (en)
- Cherry Creek (en)
- Guadalupe Canyon (en)

La première bataille d'Adobe Walls est l'une des plus importantes batailles opposant des soldats américains et des Amérindiens. Les tribus Kiowas et Comanches, avec leurs alliés, chassèrent du champ de bataille une force expéditionnaire américaine chargée de réagir aux attaques contre les colons blancs s'installant au sud-ouest des États-Unis.

## Contexte

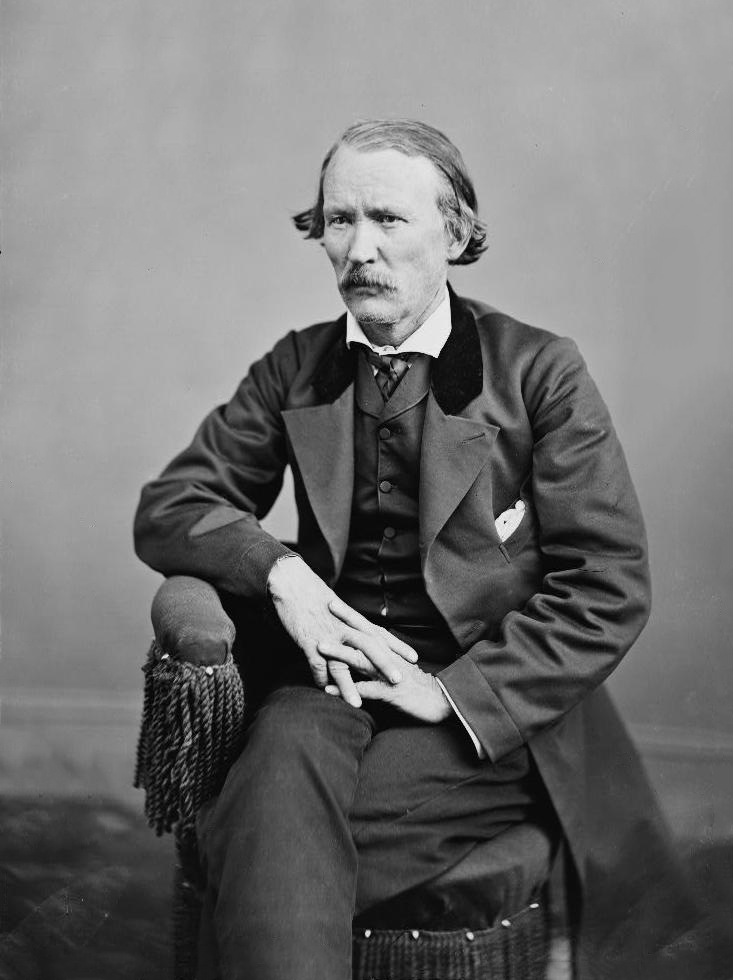
Kit Carson.

La bataille d'Adobe Walls s'est déroulée le 26 novembre 1864, à proximité d'Adobe Walls, les ruines du saloon et bureau commercial en adobe de William Bent (en), près de la Canadian River, dans le comté de Hutchinson, au Texas. Il s'agit du plus grand affrontement entre Blancs et Amérindiens sur les Grandes Plaines. Il se produisit lorsque le général James H. Carleton, commandant du district militaire du Nouveau-Mexique, décida de punir sévèrement les tribus des plaines, les Kiowas et les Comanches qu'il tenait pour responsables des attaques contre des convois le long de la piste de Santa Fe. Les Amérindiens voyaient en ces convois des violateurs de leurs terres qui tuaient le  bison et d'autres sortes de gibier nécessaires aux Amérindiens pour survivre. Lorsque la guerre civile américaine accapara les troupes disponibles, les attaques sur les Grandes Plaines s'intensifièrent, ce qui, fin 1863, conduisit les colons à réclamer une protection.
Le général Carleton voulait mettre fin aux raids ou au moins envoyer un signal clair aux Amérindiens : la guerre civile ne laissait pas les États-Unis incapables de protéger leur peuple. Il choisit le vétéran le plus expérimenté dans les guerres indiennes dont il disposait, le colonel Christopher (Kit) Carson, pour conduire la force expéditionnaire. Carson prit le commandement du premier régiment de cavalerie, des volontaires du Nouveau-Mexique, avec l'ordre de marcher sur les quartiers d'hiver des Comanches et des Kiowas, censés se trouver quelque part dans le canyon de Palo Dur, dans la région sud du Panhandle du Texas, sur la rive méridionale de la Canadian River. L'expédition Carson était la deuxième invasion en territoire comanche, après l'expédition des Antelope Hills (en).

## Prélude

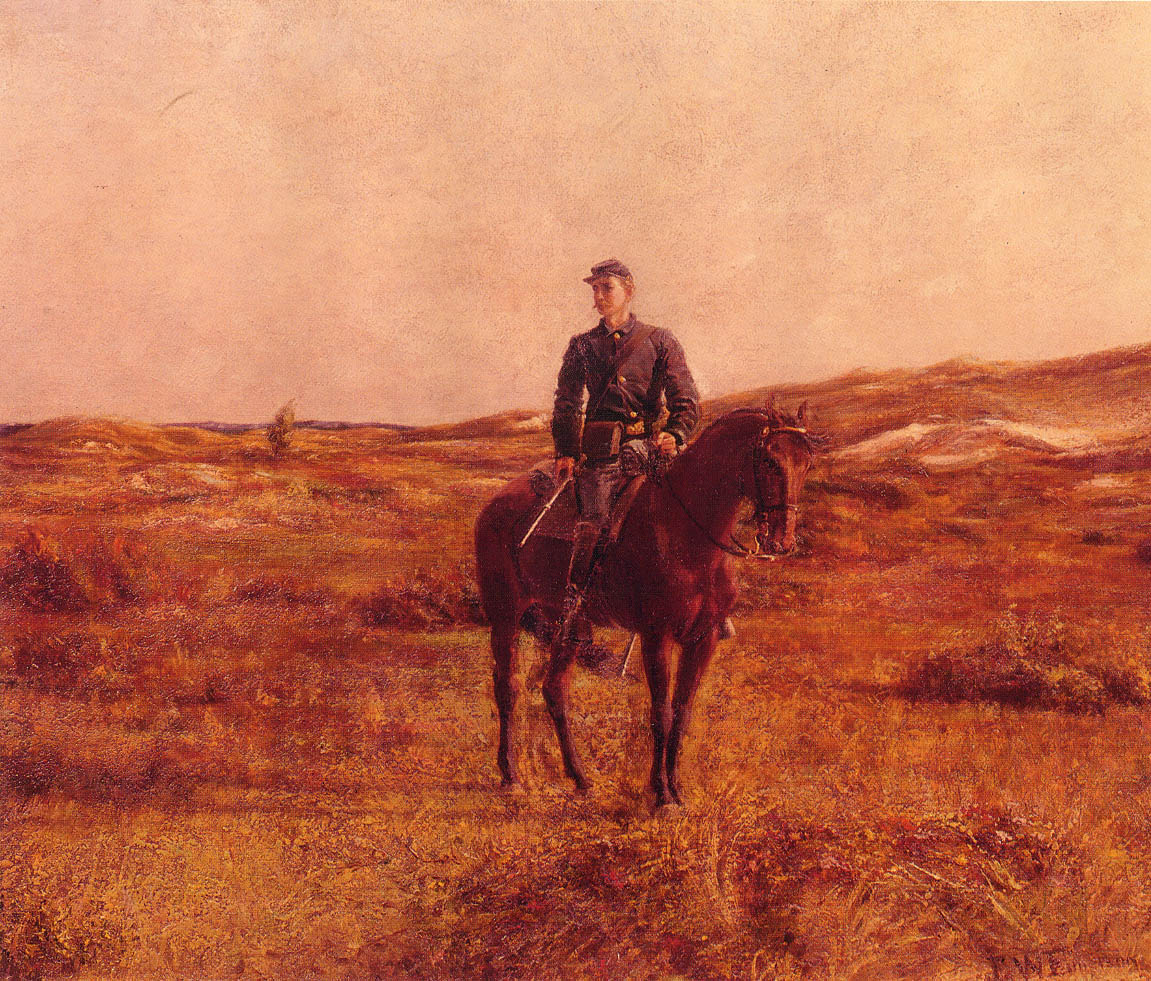
Cavalier de l'US Cavalry dans l'Ouest (E.W. Emerson).

Le 10 novembre 1864, Carson partit de Fort Bascom avec 335 cavaliers, et soixante-quinze  éclaireurs Utes et Apaches Jicarillas que Carson avait recrutés au ranch de Lucien Maxwell près de Cimarron, au Nouveau-Mexique. Le 12 novembre, les forces de Carson, accompagnées de deux obusiers de montagnes sous le commandement du lieutenant George H. Pettis, de vingt-sept chariots, d'une ambulance, et de provisions pour quarante-cinq jours, descendirent le long de la Canadian River vers le Texas Panhandle. Carson avait décidé de marcher d'abord jusqu'à Adobe Walls, un endroit qui lui était familier depuis qu'il y avait été employé par Bent plus de vingt ans auparavant.
Un temps peu clément, en particulier une tempête de neige précoce, ralentit leur progression et ce n'est que le 25 novembre que le régiment atteignit Mule Springs, dans le comté de Moore, au Texas, à environ 48 km à l'ouest d'Adobe Walls. Les éclaireurs signalèrent la présence d'un large campement amérindien à Adobe Walls, et Carson lança sa cavalerie en avant, suivie des chariots et des obusiers.

## Bataille

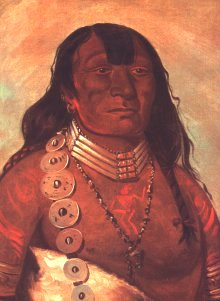
Portrait du chef Dohäsan par George Catlin.

Approximativement deux heures après le lever du jour, le 26 novembre, la cavalerie de Carson attaqua un village kiowa de 150 tipis. Le chef, Dohäsan, et son peuple, s'enfuirent, donnant l'alarme aux villages comanches alliés voisins. Marchant vers Adobe Walls, Carson s'y installa vers 10 heures, utilisant un coin de ruines pour hôpital. Mais il découvrit avec consternation qu'il y avait de nombreux villages dans la région, y compris un très grand village comanche, avec un total de 3 000 à 5 000 guerriers. Carson vit donc des milliers de guerriers se précipiter pour les affronter, une force bien supérieure à celle qu'il avait escomptée.

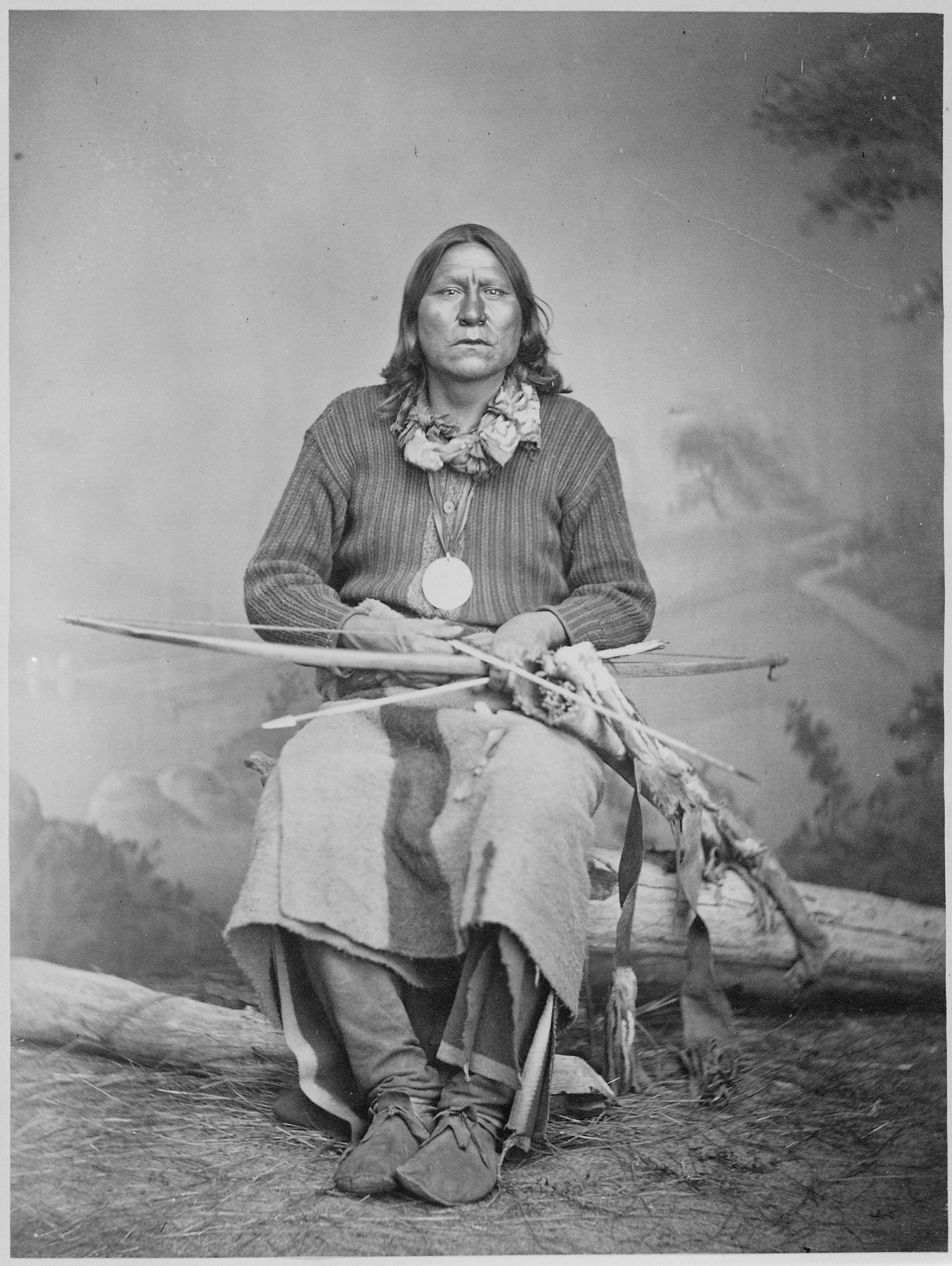
Satanta.

Dohäsan, assisté de Satank et Satanta, conduisit la première attaque des Kiowas. Un combat furieux se développa, les guerriers kiowas, kiowas-apaches, et comanches attaquant à plusieurs reprises les positions occupées par Carson. On raconte que Satanta répliqua au clairon de Carson par ses propres appels de clairon. Carson réussit à repousser les attaques uniquement grâce à une habile utilisation de la couverture offerte par les deux obusiers. Après six à huit heures de combat à peu près continu, Carson se rendit compte qu'il commençait à manquer de munitions, en particulier pour les obusiers, et ordonna une retraite. Les Amérindiens essayèrent de le bloquer en mettant le feu à l'herbe et en le repoussant vers la rivière. Mais Carson mit en place des contre-feux et fit retraite sur un terrain plus élevé d'où les obusiers pouvaient continuer à retenir les Amérindiens. Lorsque vint le crépuscule, Carson ordonna à un groupe de ses éclaireurs de brûler les tipis du premier village, ce qui causa la mort du chef kiowa-apache « Chemise de Fer », qui refusa de quitter son tipi.

## Épilogue
L’armée américaine déclara que cette bataille était une victoire. Pour rendre justice à Carson, ses troupes étaient sans doute dominées à 10 contre 1 et seule son utilisation astucieuse des contre-feux et des obusiers empêcha ses hommes d'être massacrés, comme ce fut le cas plus tard pour Custer à Little BigHorn. Cependant, l'armée américaine ne peut occulter le fait que les Kiowas, les Comanches et leurs alliés l'ont contrainte à la retraite et que par conséquent, il est difficile de contester sérieusement la victoire aux Amérindiens, au moins sur le plan tactique, Carson déclarant lui-même après la bataille que « les Indiens l'avaient balayé », même s'il reviendra sur cette déclaration dans le rapport officiel qu'il dictera par la suite. Carson eut 6 hommes tués et 25 blessés, alors que les Amérindiens perdirent à peu près 50–60 hommes et eurent environ 100 blessés.
Cette bataille est la dernière où Comanches et Kiowas forcèrent les troupes américaines à fuir le champ de bataille et elle marque le début de la fin des tribus des Plaines et de leur mode de vie. Dix ans plus tard, la seconde bataille d'Adobe Walls, le 27 juin 1874, opposa environ 700 Comanches et un groupe de 28 chasseurs défendant le poste d'Adobe Walls. Après un siège de quatre jours, les Amérindiens se retirèrent. À ce moment, il restait moins de 2 000 guerriers kiowas et comanches, alors que 5 000 étaient encore mobilisables dix ans auparavant. La seconde bataille est historiquement significative parce qu'elle conduisit à la guerre de la rivière Rouge de 1874-75, qui aboutit elle-même au déplacement définitif des Indiens des Plaines méridionales vers des réserves dans ce qui est maintenant l'Oklahoma.